# Figuristas (jansenismo)
Se dio el nombre de figuristas en el siglo XVIII a una secta de los jansenistas que vino a aumentar las discordias entre ellos. 
Consistía el sistema del figurismo en convertir la sagrada escritura en alegorías para hallar por medio de interpretaciones arbitrarias la predicción y la figura de lo que debía suceder a la iglesia. Se cree que el autor de dicho sistema fue el eclesiástico Etemare, famoso apelante, quien quiso buscar por medio de estas alegorías motivos de esperanza y consuelo para su partido. En cualquier lugar del antiguo testamento veía una figura de lo que pasaba en su tiempo y a fuerza de comentarios y desvaríos sobre las profecías y el Apocalipsis creyó haber hallado que la aceptación de la bula Unigenitus era la apostasía predicha y que debía venir muy pronto el profeta Elías y convertirse los judíos para reparar las pérdidas de la iglesia. Aceptada la bula, ya no se podía esperar el triunfo de la doctrina janseniana por las vías ordinarias, así que se inventó que Dios acudiría en auxilio de su iglesia por algún medio extraordinario y ruidoso que sirviera para obrar una renovación general. Quiso contraponerse la autoridad de los milagros a la de los pastores y el objeto del figurismo era apoyar esta pretensión y buscar los fundamentos de ella en la sagrada escritura. 
Adoptaron este sistema Boursier, Poncet Desessarts, el autor de las Noticias eclesiásticas y la mayor parte de los apelantes, y se logró que le aprobaran los obispos de Mompeller, Senez y Babilonia, quienes publicaron algunos escritos para defenderle. Mas fue impugnado con calor por algunos doctores apelantes a quienes se llamó antifiguristas, siendo los principales Debonnaire, Mignot y Latour. Finalmente hubo otro tercer partido que pretendía guardar un término medio y que reprobaba las convulsiones, pero hablaba con circunspección del figurismo: eran los corifeos de él Delan, Asfeld, Besoigne, Fouillon y Pelitpied. Esta controversia dio margen así como la de las convulsiones a una multitud de escritos en que no se guardaban consideración alguna los diferentes partidos. Los figuristas acusaron de temeridad y socinianismo a sus adversarios, al paso que estos censuraban con más razón a los primeros que destruían la perpetuidad de la iglesia y que solo por la forma apelaban a un concilio cuya autoridad no estaban dispuestos a reconocer.